# たぬき先生奮戦記
『たぬき先生奮戦記』（たぬきせんせいふんせんき）は、1975年10月6日から1976年3月29日までフジテレビ系列局で放送されていたフジテレビ製作のテレビドラマである。放送時間は毎週月曜 20:00 - 20:54 （日本標準時）。

## 概要
坂上二郎演じる国語教師の渡貫二郎（わたぬきじろう）が、学校や町中で生徒、元教え子、町の人々、そして自分の娘たちとふれあい奮闘する模様を描いた人情ドラマ。学校だけでなく、二郎の元教え子たちが多く勤めるおもちゃ工場もドラマの中心舞台となっている。
当初は木之内みどりも本作のメインキャストに名を連ねていたが、新番組として本作を発表する時期になって突然キャストから抹消された。当時の木之内のマネージャーによると、「スケジュール調整が不調だったのと、本人が歌で勝負するという意志が固い」ことが降板の理由だったと話している。当時の週刊TVガイドにはこれについて、当時同じ月曜20時台の裏番組として『NTV紅白歌のベストテン』が放送されていたことから、これが強く影響しているのではないか等といった評がある。
本作の終了後も、同時間帯では続編の『たぬき先生騒動記』が放送された。

## キャスト
- 渡貫二郎（主人公）：坂上二郎 - 顔も体も心も丸いことから「たぬき」とあだ名されている国語教師。早くに妻を亡くし、妻の姉夫婦が経営する美容室の離れに住みながら、男手一つで2人の娘を育てている。
- 渡貫みね子（二郎の長女）：西川峰子
- 渡貫京子（二郎の次女）：杉田かおる
- 中杉町子先生（音楽教師。二郎の同僚）：中村メイコ
- マッハ文朱（中杉の教え子。女子プロレスラー）：マッハ文朱
- 鶴吉：牟田悌三
- 亀子（二郎の義姉）：園佳也子
- 松子：田島令子
- 竹子：Ako
- 大竹しのぶ
- 小野寺昭
- 財津一郎
- 井口さつき：山本リンダ
- 井口誠：坂上大樹（坂上二郎の息子）
- 軍次（おもちゃ工場社長）：有島一郎
- 香織（飲み屋のママ）：藤田弓子
- 洋子：小松まゆみ
- 芳江：田坂都
- 梅子：江梨奈マヤ
- 弘子：町田祥子
- 小田：加納竜
- 澄江先生：伊藤めぐみ
- 村田先生：谷岡行二
- ほか

## スタッフ
- 脚本：西条道彦、布勢博一、伊藤裕弘
- 演出：吉田斉（全話担当）
- 制作：フジテレビ

## 放送日程
| 話数   | 放送日   | サブタイトル                             | 脚本     | ゲスト               |
| 1975年 | 1975年   | 1975年                                   | 1975年   | 1975年               |
| ------ | -------- | ---------------------------------------- | -------- | -------------------- |
| 1      | 10月6日  | エーッ！二郎先生が再婚                   | 西条道彦 |                      |
| 2      | 10月13日 | さあ大変！一万円の行方                   | 布勢博一 |                      |
| 3      | 10月20日 | 怒った！親子ゲンカの結末は               | 布勢博一 |                      |
| 4      | 10月27日 | えっ！二郎先生に赤ん坊が？               | 伊藤裕弘 | 赤木美絵             |
| 5      | 11月3日  | 不正の噂にピンチ!!                       | 西条道彦 |                      |
| 6      | 11月10日 | ガンバレ、マッハ世界に挑戦！             | 布勢博一 | 沢村正一             |
| 7      | 11月17日 | 浮気がばれてマッ青!!                     | 布勢博一 |                      |
| 8      | 11月24日 | 初恋さわぎに二郎さんボロボロ             | 西条道彦 |                      |
| 9      | 12月1日  | 子イヌ事件で大騒動                       | 伊藤裕弘 |                      |
| 10     | 12月8日  | ビックリ!!二郎先生女性にモテモテ         | 布勢博一 |                      |
| 11     | 12月15日 | 二郎先生ショック!娘にボーイフレンド!?    | 西条道彦 |                      |
| 12     | 12月22日 | クリスマスに天国からプレゼント           | 布勢博一 |                      |
| 13     | 12月29日 | もうすぐお正月                           | 布勢博一 |                      |
| 1976年 |          |                                          |          |                      |
| 14     | 1月5日   | ダイヤ紛失！二郎先生真ッ青!!             | 布勢博一 | 石田信之             |
| 15     | 1月12日  | エッ結婚!!二郎先生猛ハッスル！           | 布勢博一 |                      |
| 16     | 1月19日  | 涙！笑いの結婚式・二郎先生アタフタ!      | 布勢博一 |                      |
| 17     | 1月26日  | 新婚ホヤホヤ二郎先生ポーッ!!             | 布勢博一 |                      |
| 18     | 2月2日   | みね子の入試で二郎先生プルプル           | 西条道彦 |                      |
| 19     | 2月9日   | みね子入試に失敗!!二郎先生ガクガク!      | 伊藤裕弘 |                      |
| 20     | 2月16日  | 二郎先生真冬にお月見！ブルブル!!         | 布勢博一 |                      |
| 21     | 2月23日  | 抱きつき泥棒と対決！二郎先生ガクガク!!   | 西条道彦 | 春田和秀、高松しげお |
| 22     | 3月1日   | たいやき君登場に二郎先生ビックリ!!       | 伊藤裕弘 | 子門真人、車だん吉   |
| 23     | 3月8日   | エッ!!たぬき先生ヌードダンサーにホレボレ | 布勢博一 | 片山由美子、江口有子 |
| 24     | 3月15日  | 二郎先生再婚話にワクワク!!               | 西条道彦 |                      |
| 25     | 3月22日  | マッハ引退を決意!!二郎先生ビックリ       | 伊藤裕弘 |                      |
| 26     | 3月29日  | みね子涙の別れ！二郎先生クシャクシャ     | 布勢博一 |                      |